# 三官大帝

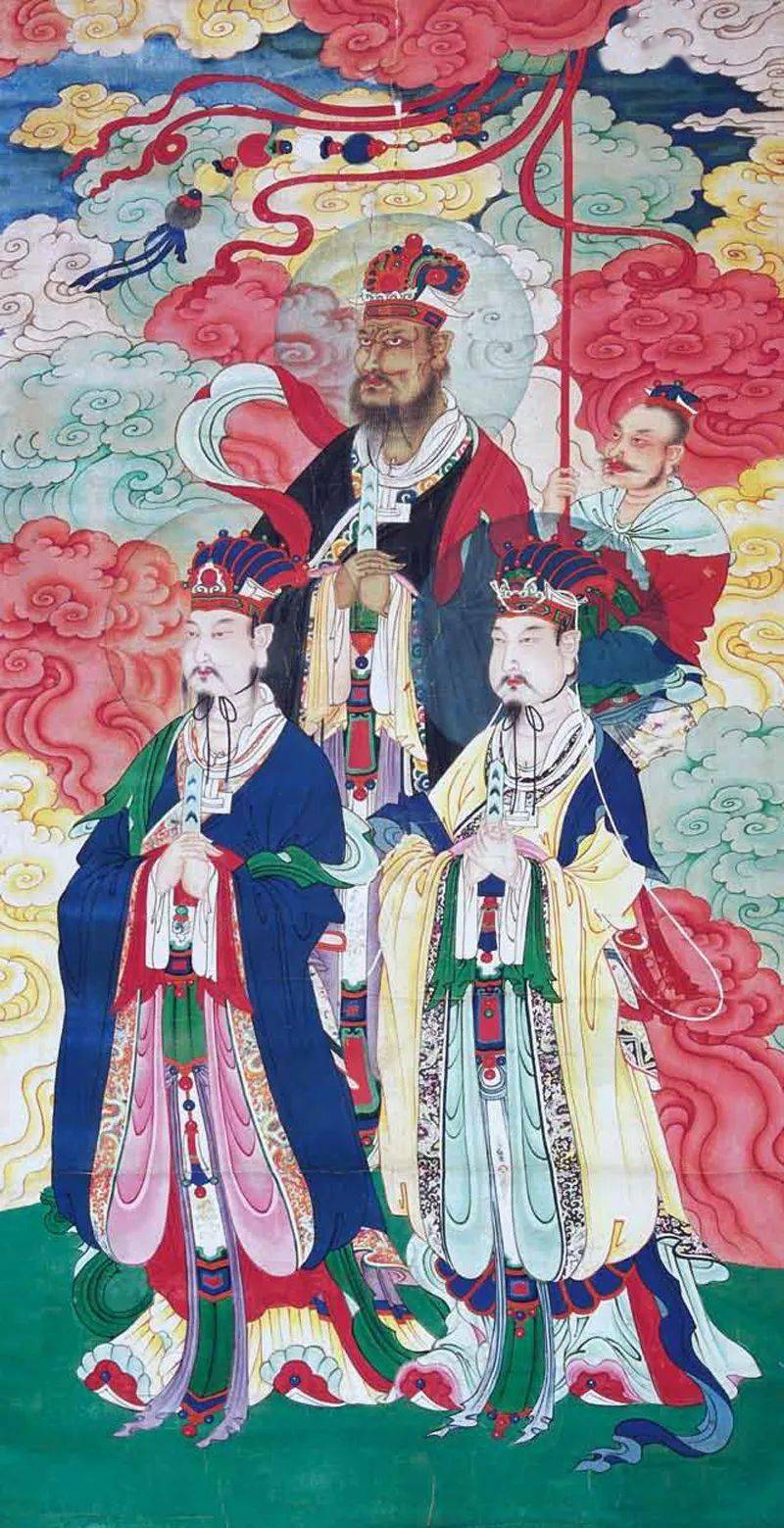
三官大帝（北京市白云观藏）

三官大帝，又稱「三元赦罪天尊」、「三元三品三官大帝」、「三宮九府應感天尊」，指的是道教中掌管天界（天庭）、地界（地府）、水界（水域）三界之神，分別為天官、地官和水官，閩南語稱「三界公」，客家話稱為「三界爺」，又稱「三元大帝」。

## 起源

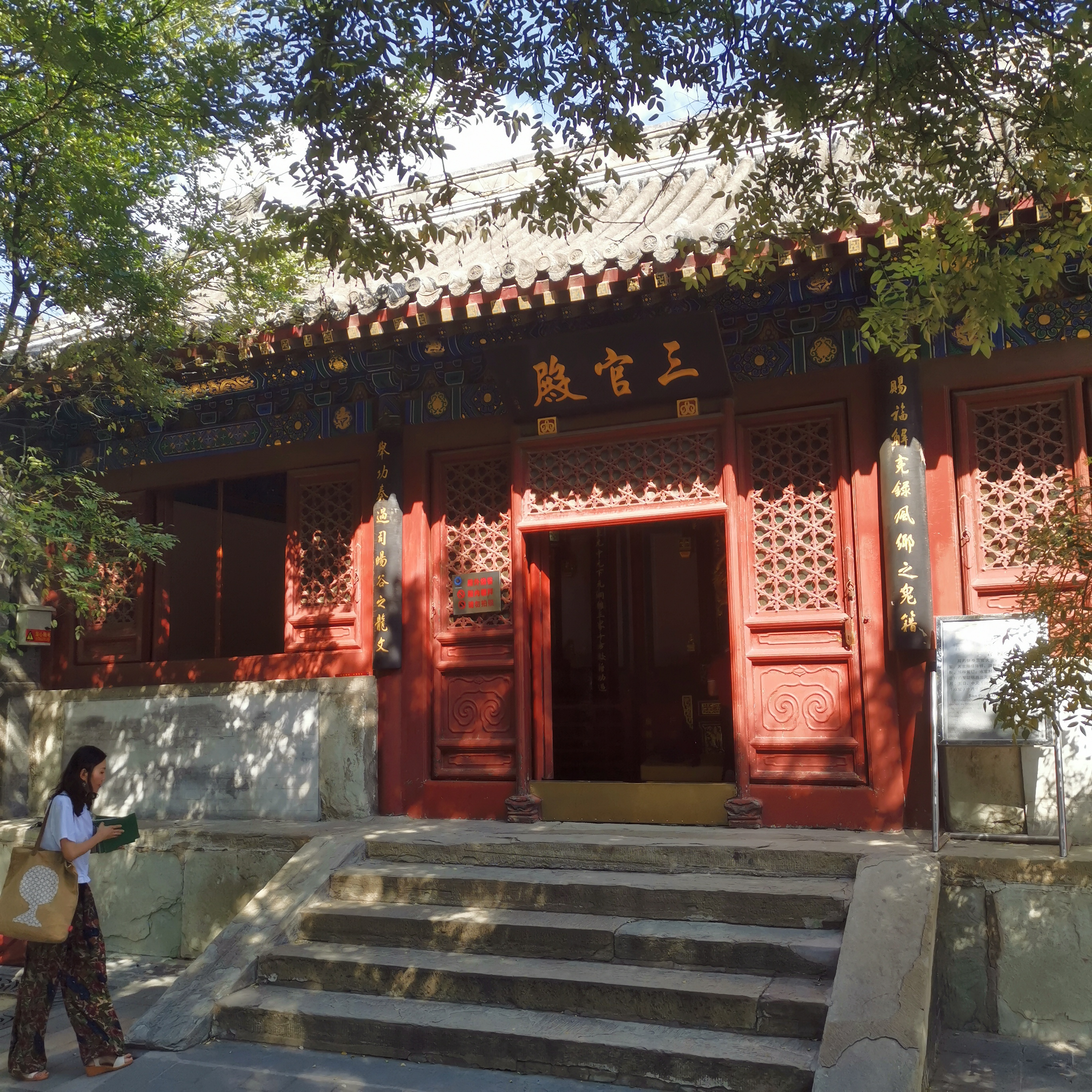
北京白云观三官殿

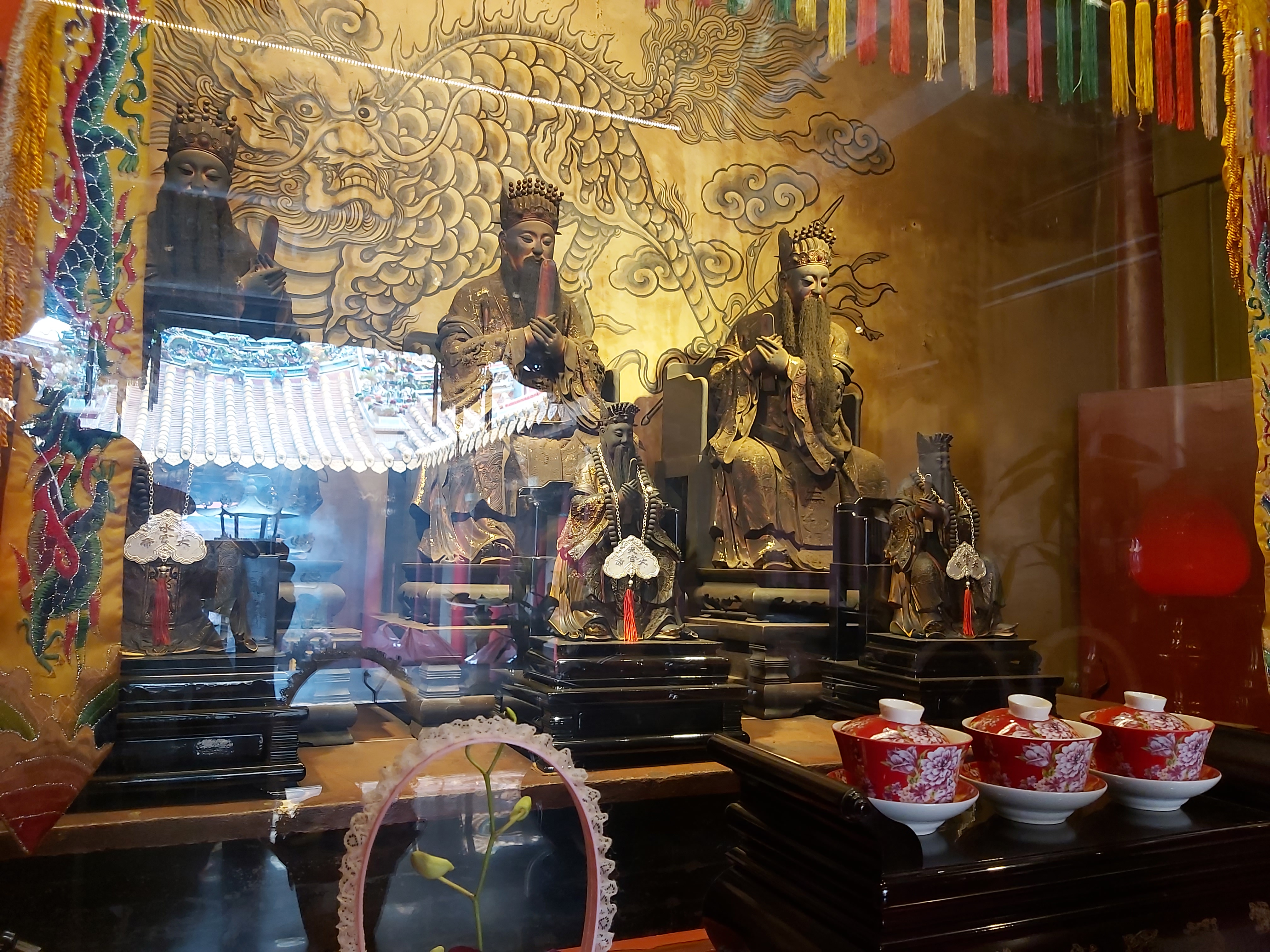
雲林縣北港鎮朝天宮三官殿內供奉的三官大帝聖像。

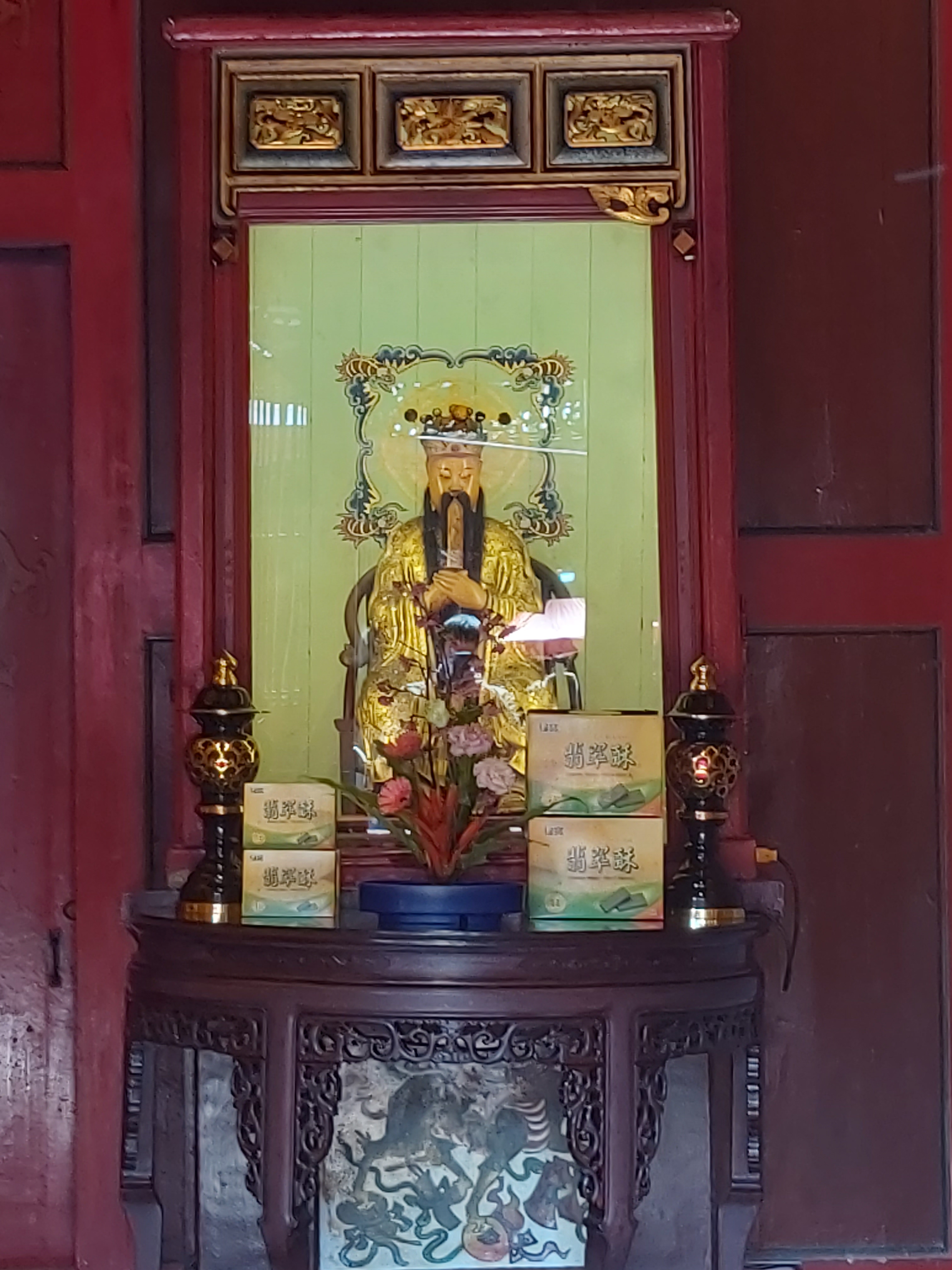
臺北市艋舺龍山寺後殿配祀於關聖帝君殿側的三官大帝神像。

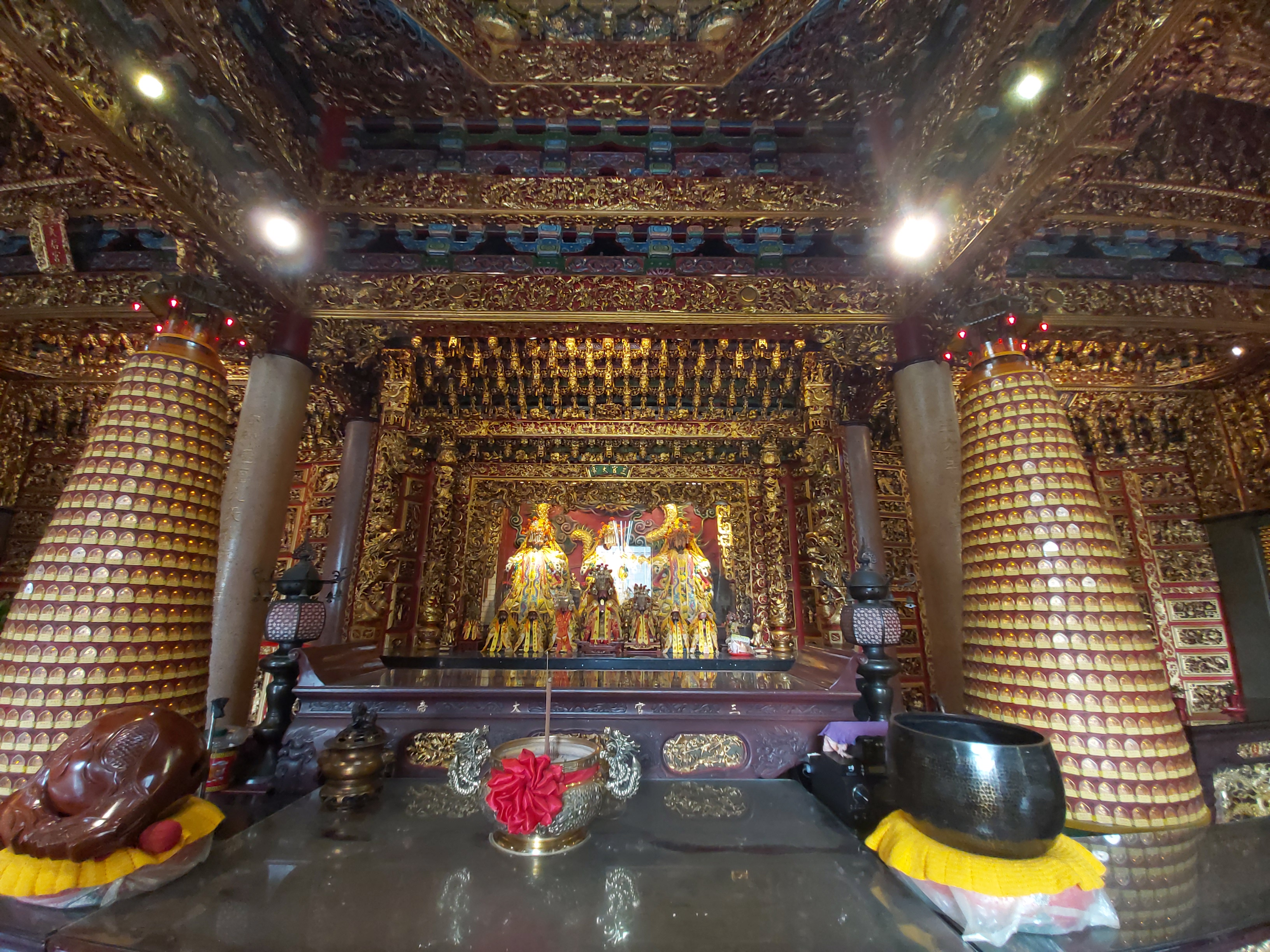
新北市板橋區潮和宮正龕中央供奉的三官大帝。

中国上古就有祭天、祭地和祭水的礼仪。 《太上三元賜福赦罪解厄消災延生保命妙經 》中，太上道君向諸聖真提到，只要轉誦三官寶經，三五十遍或千五百遍，踴躍懺悔，悔過愆尤 ，即能受到「天官賜福、地官赦罪、水官解厄。」就是說三官有對世人、亡魂等能「賜與福份、赦免罪過、解除災厄」的權能。东汉时祖天師张道陵创立天师道，就以祭祀天地水三官、上「三官手书」作为教徒请祷治疾療病的方法。
明朝《三教搜神大全》認為三官大帝是陳子禱與龍女所生的三子，被元始天尊封長男為「上元一品九炁天官紫微大帝」、次男「中元二品七炁地官清虚大帝」、三男「下元三品五炁水官洞阴大帝」。
清朝《神仙通鑑》認為三官大帝分別是堯、舜、禹，謂:「天官、堯也；地官、舜也；水官、禹也。」

## 別稱
天官：上元一品。九炁賜福天官。曜靈元陽大帝。紫微帝君
地官：中元二品。七炁赦罪地官。洞靈清虛大帝。青靈帝君
水官：下元三品。五炁解厄水官。金靈洞陰大帝。暘谷帝君
另外《太上元始天尊說三官寶號經》中，赤腳大仙向元始天尊問道，元始天尊提到，下方生人，持誦三官寶號者，即能解除「水火刀兵，疾病生產，鬼魅精邪，天羅地網，一切厄難」。三官大帝各別聖號如下：
上元一品，賜福天官，紫微大帝。
中元二品，赦罪地官，清虛大帝。
下元三品，解厄水官，洞陰大帝。
並附上三官大帝的總稱
「三元主宰，三百六十，應感天尊。」

## 三官大帝寶誥
三官大帝總誥：「至心皈命禮。唯三聖人。乃一太極。普受浩劫家之命。鼎膺無量品之褒。紫微清虛洞陰。總領功過。賜福赦罪解厄。普濟存亡。道貫諸天。恩覃三界。大悲大願。大聖大慈。三元三品。三官大帝。三宮九府。應感天尊。」

## 祭祀
《太上洞玄靈寶業報因緣經》指三官大帝的主要職責是於三元日考校人間善惡，給以罪福。
民間各有慶典法事。天官生日乃上元節舉行祈福法事、地官生日為中元節普渡孤魂、水官生日即下元節，請神明為運勢不好的人消災解厄。江蘇省有懸掛書寫「三官大帝」燈籠的習慣，據說可消災解厄，如清顧鐵卿《清嘉錄》記載：「遇三元日，士庶拈香，駢集於院觀之有神像者。郡西七子山有三官行宮，釋氏奉香火，至日，輿舫絡繹，香湖尤盛。歸持燈籠，上禦『三官大帝』四字，紅黑相間，懸於門首，云可解厄。或有人以小杌插香供燭，一步一拜至山者，曰拜香。」
- 上元（天官大帝）－正月十五日
- 中元（地官大帝）－七月十五日
- 下元（水官大帝）－十月十五日

閩南人、客家人會在廟宇或家宅門口設置香爐，祭祀上天高真，泉州人稱之為「天公爐」（玉帝爐），認為是祭祀玉皇上帝所用；漳州人卻稱之為「三界公爐」，因為漳州人大多認為，古時王公、貴族、或者有敕額的寺廟才允許祭天，一般庶民不能祭天，連冬至、新春、玉皇誕、謝平安等祭祀玉帝時，都往往呼請三界公做為代表。今日臺灣漢人已通稱天公爐。

## 廟宇
主祀三官大帝的廟宇可稱為三官廟、三官殿、三官堂、三官寺、三元宮等。三官大帝也是許多寺廟的陪祀神。奉祀玉皇上帝聖像的廟宇，大多會奉祀三官大帝。

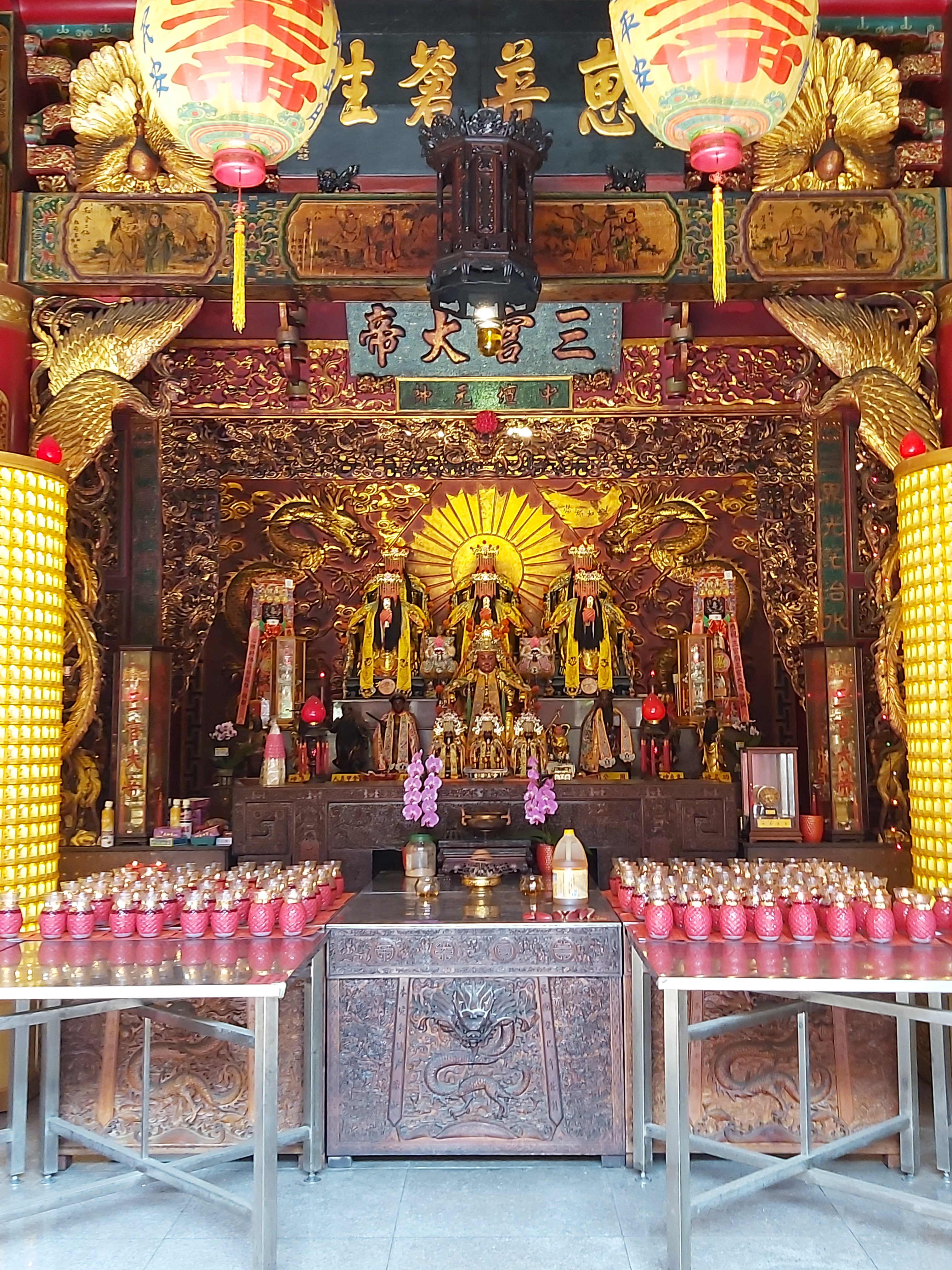
臺南市中西區開基三官廟正殿。

### 中國大陸
- 三元宫 (广州)，位於广州市，是一座已有1600多年歷史的道觀。
- 三官庙 (什刹海)，位於北京市西城區。
- 三官庙 (新绛)，位於山西省運城市新絳縣龍興鎮。
- 三官廟 (泰山古建築群)，位於山東省泰安市泰山景區。
- 青云山三官庙，位於山東省新泰市汶南鎮。
- 三官庙旧址，位於青海省樂都區碾伯鎮七里店村。
- 三官大帝廟(福建)，位於福建省漳州市漳浦縣境赤嶺畬族鄉山平村。

### 香港
- 紅磡觀音廟，位於紅磡差館里，廟內三元大帝為陪祀。
- 油麻地天后廟，位於油麻地廟街近眾坊街一帶，廟內三元大帝為陪祀。
- 沙田上禾輋西林寺三元宮，位於香港沙田區上禾輋村。

### 台灣
新北市中和區中和秀山三界大帝廟
- 基隆市中山區新安宮
- 台北市南港區三官大帝廟
- 新北市板橋區江子翠潮和宮
- 新北市金山區聖德宮
- 新北市新店區潤濟宮
- 新北市土城區三元宮
- 新北市土城區旺吉宮
- 新北市石碇區聖興宮
- 新北市萬里區大鵬天護宮
- 新北市鶯歌三湖宮
- 宜蘭縣宜蘭市三聖廟
- 宜蘭縣宜蘭市南橋三福廟
- 宜蘭縣三星鄉大義紫微宮
- 宜蘭縣三星鄉顯微宮
- 宜蘭縣員山鄉三官宮
- 宜蘭縣員山鄉三元宮
- 宜蘭縣員山鄉山前三興宮
- 宜蘭縣礁溪鄉龍潭三皇宮
- 桃園市龜山仁德宮
- 桃園市八德三元宮
- 桃園市八德元聖宮
- 桃園市大溪員樹林三元宮
- 桃園市大園雙溪口三和宮
- 桃園市中壢興元宮
- 桃園市中壢大崙崇德宮
- 桃園市中壢啟文宮
- 桃園市平鎮三崇宮
- 桃園市平鎮南蒼宮
- 桃園市平鎮鎮安宮
- 桃園市平鎮福林宮
- 桃園市平鎮區雙連坡福明宮
- 桃園市楊梅錫福宮
- 桃園市楊梅高山頂啟明宮
- 桃園市楊梅頭重溪三元宮
- 桃園市楊梅上湖三元宮
- 桃園市龍潭三林社區三元宮
- 桃園市龍潭三和社區三元宮
- 桃園市龍潭清水坑聯庄永和宮
- 桃園市龍潭三坑永福宮
- 桃園市龍潭高原三元宮
- 桃園市龍潭三水三官宮
- 新竹縣湖口三元宮
- 新竹縣湖口波羅汶三元宮
- 新竹縣新豐鄉溪南中崙三元宮
- 新竹縣新埔鎮大茅埔三元宮
- 新竹縣新埔鎮內立里三元宮
- 新竹縣關西太和宮
- 新竹縣關西元和宮
- 新竹縣關西石岡子乾元宮
- 新竹縣竹東員崠三元宮
- 新竹縣寶山鄉三峰村三元宮
- 新竹縣橫山三元宮
- 新竹縣橫山鄉內灣廣濟宮
- 苗栗縣卓蘭水官宮
- 苗栗縣南庄永昌宮
- 苗栗縣南庄鄉田美永和宮
- 苗栗縣三灣三元宮
- 苗栗縣銅鑼七十份天神宮
- 台中市后里區十三張三皇宮
- 台中市潭子區甘蔗崙三官大帝廟
- 台中市潭子區三元宮 （页面存档备份，存于）
- 台中市太平區三元宮
- 台中市霧峰區柳樹湳三官大帝廟
- 台中市霧峰區霧峰法揚宮
- 台中市烏日區溪心壩南興宮
- 台中市新社區中和三官大帝宮
- 台中市北屯區陳平庄紫微宮
- 台中市北屯區四張犁三官堂
- 台中市北區邱厝里三官大帝廟
- 台中市北區三聖宮
- 南投縣竹山鎮下坪三界公廟
- 南投縣中寮鄉三官殿
- 雲林縣古坑鄉下新庄三泰宮
- 雲林縣大埤鄉賜福宮三官大帝廟
- 嘉義縣梅山鄉三元宮
- 嘉義縣民雄鄉東湖村三界公廟：嘉義縣民雄鄉東湖村每逢颱風，豪雨地形成盆地成湖，故名叫東湖村。
- 嘉義縣民雄鄉菁埔村三界公廟
- 嘉義縣新港鄉西庄村三官大帝廟
- 嘉義縣新港鄉大客三官大帝廟
- 嘉義縣水上鄉粗溪村巷口三界公廟
- 台南市白河區外角三官寶殿
- 台南市玉井區內層林三官大帝廟
- 台南市玉井區外層林三官大帝廟
- 台南市左鎮區睦光三官大帝廟
- 台南市南化區西埔三界壇
- 台南市關廟區關廟三官府
- 台南市關廟區三元宮慈皇寺
- 台南市中西區開基三官廟
- 台南市南區三官大帝廟
- 高雄市前鎮區高雄三官廟
- 高雄市旗山區旗山玉京承天府
- 高雄市林園區林園三庄三元殿
- 屏東縣新園鄉三興宮
- 屏東縣南州鄉三官殿
- 屏東縣屏東市新三元宮
- 台東縣台東市台東顯天宮
- 花蓮縣瑞穗鄉瑞穗三元宮
- 澎湖縣馬公市澎湖三官殿
- 澎湖縣馬公市風櫃流水亨通三官廟

## 外部連結
- 三官大帝－宇宙之神